# Albert Mockel
Albert Mockel fue un poeta simbolista belga. Nacido en Ougrée el 27 de diciembre de 1866 y fallecido el 30 de enero de 1945 en Ixelles, fue el editor de La Wallonie, una influyente revista de simbolismo belga. Por medio de esta revista (1886), se garantizó la cooperación con los escritores belgas Émile Verhaeren, Charles Van Lerberghe, y los franceses Viel-Griffin y André Gide. 

## Protagonista del simbolismo
Albert Mockel fue miembro de la Real Academia de Lengua y de Literatura Francesas. 
En 1887 publicó Les Fumistes wallons donde afirmó su compromiso con el simbolismo. Su primera colección de poesía fue Chantefable un peu naïve (1891). En Propos de littérature (1894), Mockel resume una serie de conceptos aún poco definidos: establece unas referencias en el tema de la estética poética y musical construyendo una teoría del símbolo. 
Colabora con numerosas revistas y periódicos: le Mercure de France, Durendal, La Plume, L'Express (Liège). 
La muerte de Mallarmé en 1898 le ofrece la oportunidad para una exégesis y homenaje a Stéphane Mallarmé, un héroe cuando despliega sus habilidades críticas que no se puede negar, tanto en sus ensayos sobre Charles Van Lerberghe (1904), o sobre Émile Verhaeren y Max Elskamp. 
Albert Mockel desempeñó en la historia de las letras belgas un papel importante, representando el espíritu de simbolismo. 
Fue uno de los primeros activistas autonomistas valones y dio a la palabra Valonia su forma actual a través de la revista que fundó y que fue uno de los fenómenos de su época en oposición al término usado por los flamencos para Flandes. También escribió en 1919 una propuesta de reforma del Estado que refleja el que León Troclet publicará poco antes de ese año. 
Una calle de Louvain-la-Neuve lleva su nombre.

## Obra
- Les Fumistes Wallons (1887)
- Chantefable un peu naïve (1891)
- Propos de littérature, (1894).[1]
- Stéphane Mallarmé, un héros, (1898)
- Clartés, (1901)
- Charles Van Lerberghe (1904)
- Contes pour les enfants d'hier (1908)
- Émile Verhaeren, poète de l'énergie (1917)
- La Flamme stérile, (1923)
- La Flamme immortelle, (1924)
- Correspondance avec André Gide (póstuma, 1975)